# نيك هاردي
نيك هاردي (بالإنجليزية: Nick Hardy)‏ هو لاعب غولف أمريكي، ولد في 20 يناير 1996 في نورث بروك في الولايات المتحدة.